# Naturpark Sternberger Seenland

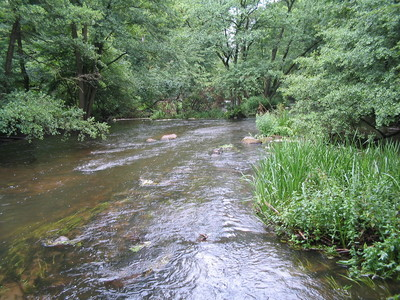
Warnow im Naturpark

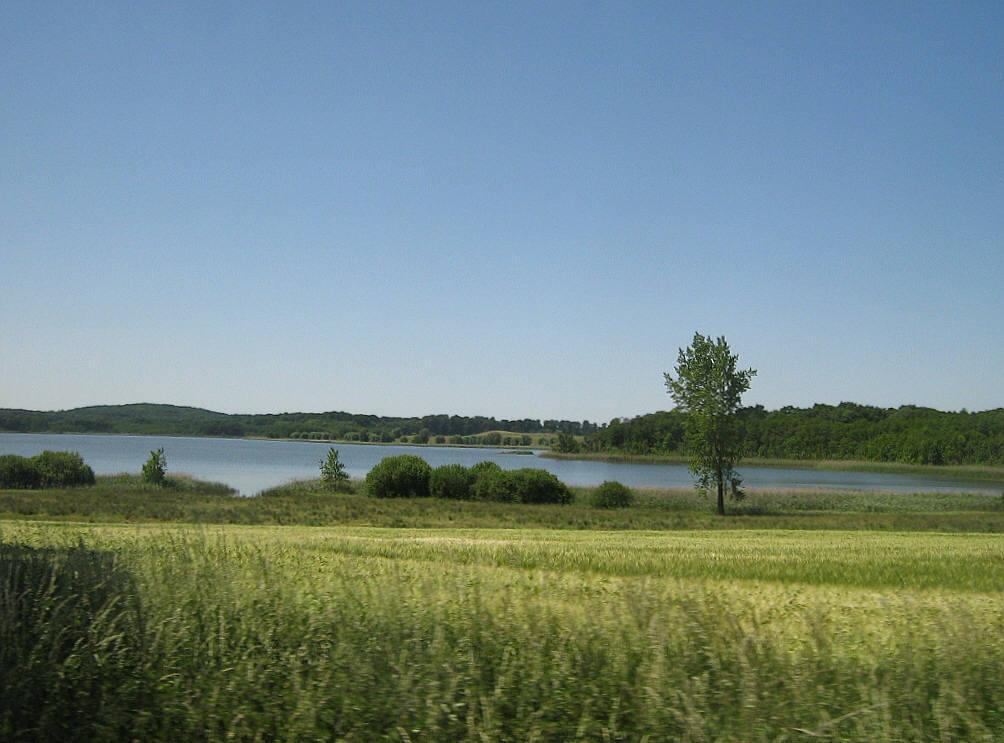
Upahler See

Der Naturpark Sternberger Seenland liegt im Raum der Seengebiete Warin-Neukloster, der Sternberger Seenlandschaft und des mittleren Warnowtals in den Landkreisen Ludwigslust-Parchim und Nordwestmecklenburg in Mecklenburg-Vorpommern. Er befindet sich östlich des Schweriner Sees in der Region von Sternberg, Brüel, Güstrow, Bützow, Warin und Neukloster.

## Geschichte
Er wurde am 1. Januar 2005 als jüngster Naturpark Mecklenburg-Vorpommerns gegründet und gehört zu den 13 Naturparks in Deutschland, die mit dem Siegel „Qualitätsnaturpark“ ausgezeichnet wurden. Im gleichen Jahr gründete sich der Förderverein Sternberger Seenland, der die Aktivitäten der Naturparkverwaltung zur Entwicklung und Betreuung von Projekten, wie die Stationierung von Ladesäulen für die e-Mobilität (in Zusammenarbeit mit dem Naturpark Nossentiner/Schwinzer Heide) oder die Einrichtung von Bienenstraßen unterstützt und fördert. Die Satzung beschreibt Aufgaben und Zweck des Fördervereins.

## Naturpark und Umwelt

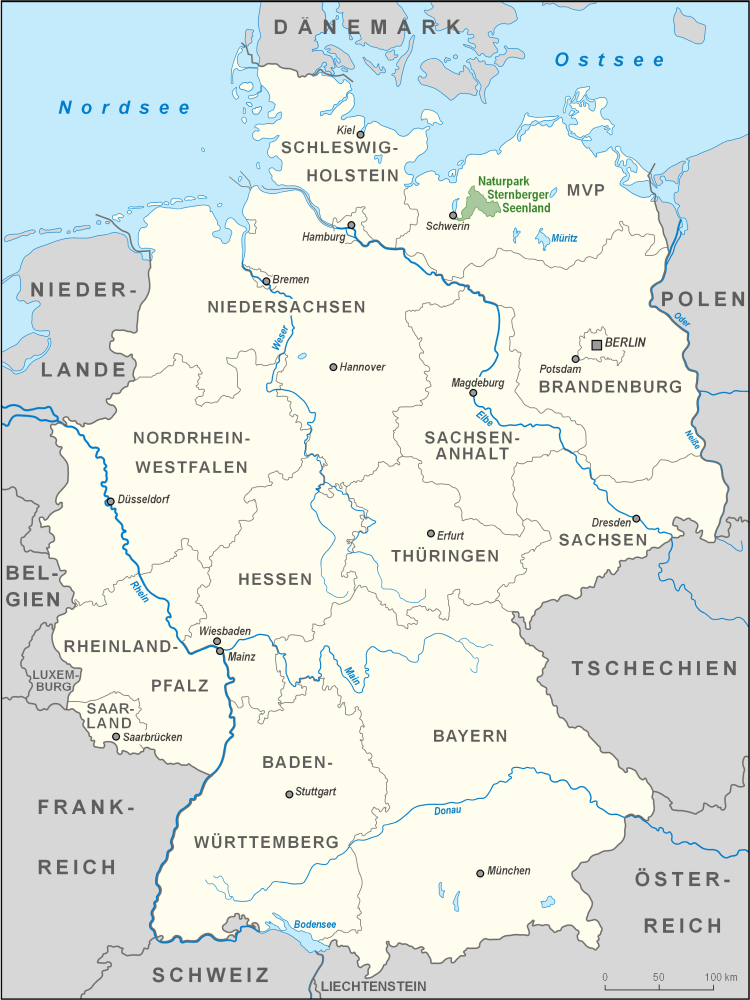
Lage des Naturparks Sternberger Seenland

Die Gesamtfläche des Naturparks beträgt ca. 540 km², davon 37 % landwirtschaftliche Nutzfläche (Acker), 30 % Waldfläche, 18 % Grünfläche mit teilweise landwirtschaftlicher Nutzung, 7 % Wasserfläche, 2 % Moor und Heide sowie 5 % Siedlungs- und Verkehrsfläche.
Der Naturpark umfasst bewaldete Sanderflächen, Urstromtäler der Warnow und der Mildenitz, Schmelzwasserseen und Endmoränen. Im Naturpark gibt es zahlreiche Seen. Die größten sind der Große Wariner See, der Groß Labenzer See, der Große Sternberger See und der Neuklostersee.
Besondere Sehenswürdigkeiten im Naturpark sind die rekonstruierte slawische Tempelanlage Groß Raden, das Warnow-Durchbruchstal mit seinen Mischwäldern auf den bis zu 30 m hohen Steilhängen, die Klöster Dobbertin und Tempzin, die Stadt Sternberg und das Wasserkraftwerk Zülow.
Eine Besonderheit des Gebietes sind die größte Binnensalzstelle des Landes bei Sülten und wiedervernässte Kesselmoore bei Warin.
Die Tier- und Pflanzenwelt ist sehr vielfältig. So sind hier Gebirgsstelze und Eisvogel, Fischotter, Fischadler sowie Leberblümchen zu finden.

## Zugehörige Naturschutzgebiete

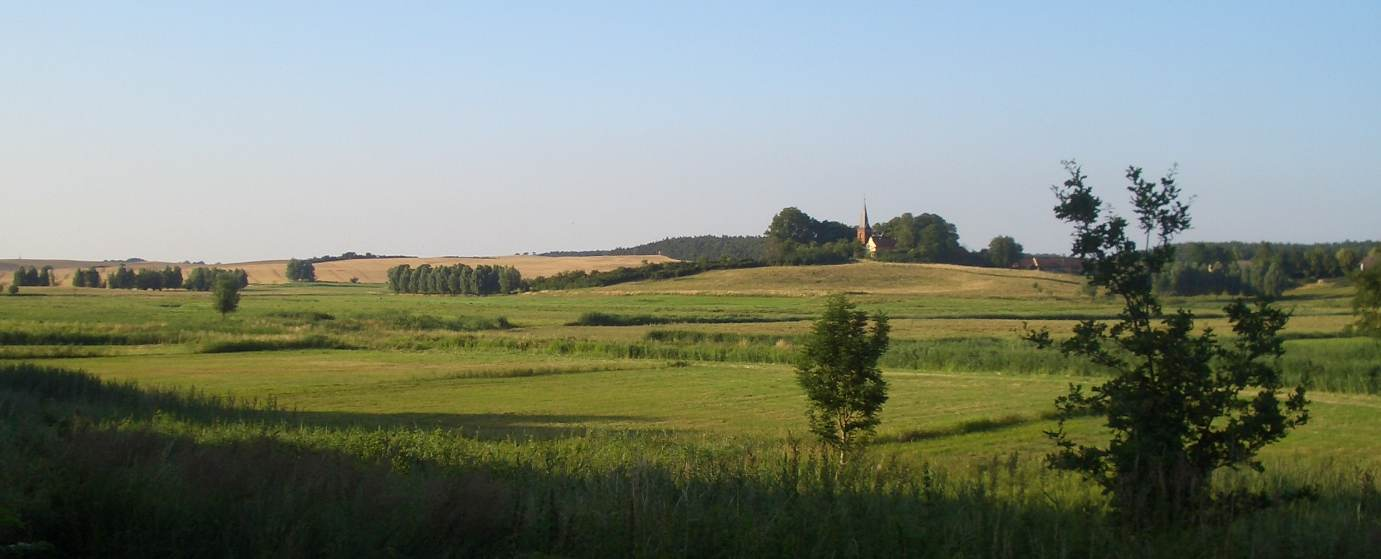
Sültener Salzwiesen

Im Naturpark gibt es 12 Naturschutzgebiete, die zusammen eine Fläche von 1378 Hektar einnehmen, was 2,5 % der Naturparkfläche entspricht:
- Binnensalzwiese bei Sülten (14 ha)
- Bolzer See (112 ha)
- Durchbruchstal der Warnow und Mildenitz (71 ha)
- Gägelower See (40 ha)
- Görslower Ufer (50 ha)
- Rothenmoorsche Sumpfwiese (13 ha)
- Schanzenberge bei Mankmoos (11 ha)
- Trockenhänge am Petersberg (46 ha)
- Trockenhänge bei Jülchendorf und Schönlager See (102 ha)
- Upahler und Lenzener See (537 ha)
- Warnowseen (232 ha)
- Warnowtal bei Karnin (150 ha)